# ولن (راینلاند-فالتس)
ولن (به آلمانی: Wellen) یک شهر در آلمان است که در تریر-زاربورگ واقع شده‌است. ولن ۷۴۱ نفر جمعیت دارد.